# 前田亞紀
前田亞紀（日语：／ Maeda Aki，1980年10月22日—），日本女歌手。Hipp's或MAX前成員，以Aki（アキ）名義活動。2014年起以AHKY（讀音為）進行個人活動。
出身於沖繩縣。沖繩演員學校出身。以前經歷AXIS。

## 來歷、人物
身高163.5cm。O型血。過去曾與前D&D的Chika、前MISSION的折田美雪和石川愛理組成Hipp's活動。
2002年3月，MAX的Mina因為懷孕產休的關係，同年7月作為MAX的新成員加入。
Aki很少單獨進行活動，出現在音樂和綜藝節目時，她經常和其他MAX成員一起出現。在MAX所有成員中，包括Mina在內她是最年輕的。在聲部的劃分上，她與Reina一起2擔當主唱（休假的Mina也是主唱）。在包括Mina在內的成員中，她是唯一超過身高160cm最高的。
2008年8月底離開MAX後單飛。在MAX的這一段時間從未在《MUSIC STATION》和《紅白歌合戰》中出現。
離開MAX後，負責女版廣告歌曲歌唱。
2009年9月起，在位於東京都南青山的一家廣告製作公司負責選角。在公司，她以暱稱「Aki-chan（アキちゃん）」而不是她的姓名而為人所知。
2014年3月，於本身部落格上證實已經結婚並育有一子。此後，逐漸恢復歌手的活動。
2014年4月，以「AHKY」名義其個人單曲《Gone》的歌曲和PV在YouTube上發布。5月作為歌手活躍，在東京涉谷RUBY ROOM進行個人演唱會。
2015年10月10日，在千葉縣舞濱圓形劇場舉行的MAX出道20週年現場演唱會「MAX 20th Live CONTACT 2015 BACK TO THE MAX FUTURE」上，現在成員NANA、MINA、LINA一起休育兒假。REINA在中間和2008年退團的AKI，只在這一天以五人組的形式登台演出。
同年12月23日，在東京澀谷LOOP ANNEX舉辦復出演唱會。
2017年8月31日，其所屬經紀公司官網宣布已退出音樂活動。
2019年6月4日開始擔任講師。

## 相關項目
- RISINGPRO

## 外部連結
- Aki's Blog （日語）—前田亞紀的官方個人部落格。
- 前田亞紀的X（前Twitter） （日語）
- 前田亞紀的Instagram帳戶 （日語）